# Cyrus Młodszy
Cyrus Młodszy (ok. 424-401 p.n.e.) – syn króla perskiego Dariusza II i Parysatis, młodszy brat Artakserksesa II.
Od 408 p.n.e. satrapa Lidii, Wielkiej Frygii i Kappadocji w Azji Mniejszej. W końcowym okresie wojny peloponeskiej udzielił wszechstronnej pomocy wodzowi spartańskiemu Lizandrowi. Po śmierci Dariusza na tron wbrew oczekiwaniom Parysatis wstąpił Artakserkses, a Cyrus został oskarżony o spisek przeciw bratu. Dzięki staraniom matki został on jednak uwolniony i powrócił do zarządzanych wcześniej przez siebie prowincji. Po powrocie Cyrus rozpoczął przygotowania do wojny przeciw Artakserksesowi. Potajemnie zgromadził wojska (w tym 13 000 greckich najemników) i pod pretekstem wyprawy przeciw Pizydom ruszył na Babilon. Do decydującego starcia między Achemenidami doszło pod Kunaksą, gdzie bracia spotkawszy się na polu bitwy stoczyli ze sobą pojedynek. Podczas walki Artakserkses został ranny, Cyrus zaś zginął w niewyjaśnionych okolicznościach.
Dzieje wyprawy Cyrusa opisał Ksenofont z Aten.